# میرای موریاما
میرای موریاما (انگلیسی: Mirai Moriyama؛ زادهٔ ۲۰ اوت ۱۹۸۴) یک بازیگر اهل ژاپن است. 
از فیلم‌ها یا برنامه‌های تلویزیونی که وی در آن نقش داشته است می‌توان به پسران قرن بیستم و دوشیزه اوساکا اشاره کرد.